# 압돌나세르 헤마티

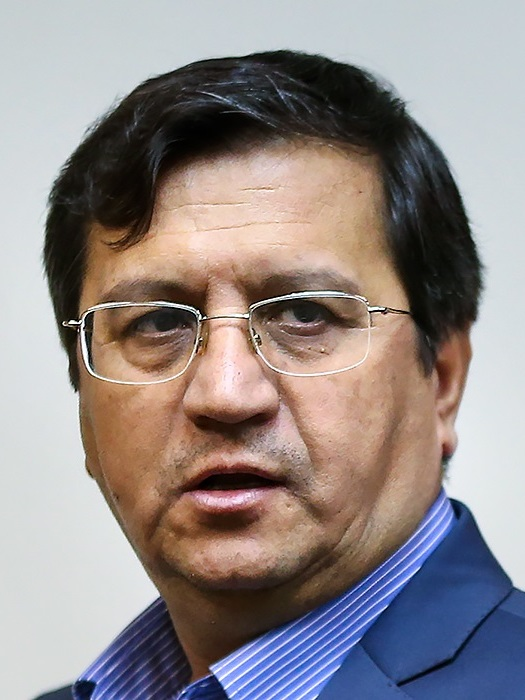

압돌나세르 헤마티(페르시아어: عبدالناصر همتی, 1956년 4월 9일 ~ )는 이란의 학자, 정치인, 경제학자로 2018년부터 2021년까지 이란 이슬람 공화국 중앙은행 총재를 지냈다. 이전에 그는 이란 이슬람 공화국 방송 부사장(1989-1994)직을, 이란 중앙보험 총재(1994-2006; 2016-2018), 중국 주재 이란 대사(2018)을 맡았다. 2021년 대선에 중도파 단일 후보로 출마했으나 3위로 낙선했다.